# Затонула земля
«Затонула земля» (англ. The Sunken Land) — оповідання Фріца Лайбера в жанрі меч і чари про Фафгрда та Сірого Мишолова опубліковане в лютому 1942 журналом Unknown.

## Сюжет
Фафгрд та Сірий Мишолов мандрують на своєму невеликому вітрильнику. Фафгрд виловлює золотий перстень з якорем і залишає його собі.
Невдовзі друзі зустрічають галеру-привид з співвітчизниками Фафгрда. Фафгрд потрапляє на її борт і командир Лавас Лерк забирає перстень і залишає його на ній веслувальником.
Лавас Лерк шукає затонулий острів Симоргія, який він поклявся пограбувати. Невдовзі Симоргія піднімається з морського дна і пірати висаджуються на берег. Вони знаходять коштовності в напівзгнилих скринях.
Фафгрд встигає втекти на їхній вітрильник, перш ніж Симоргія з піратами зануриться під воду.